# Bassett (California)
Bassett es un área no incorporada ubicada en el condado de Los Ángeles en el estado estadounidense de California.

## Geografía
Bassett se encuentra ubicada en las coordenadas 34°2′59″N 117°59′48″O / 34.04972, -117.99667.